# Sweltsa salix
Sweltsa salix is een steenvlieg uit de familie groene steenvliegen (Chloroperlidae). De wetenschappelijke naam van de soort is voor het eerst geldig gepubliceerd in 2010 door Lee & Baumann.